# Gianni Francesco Mattioli
Gianni Francesco Mattioli (Genova, 29 gennaio 1940) è un fisico e politico italiano, ministro per le politiche comunitarie dal 26 aprile 2000 all'11 giugno 2001 nel governo Amato II.

## Biografia
Nato il 29 gennaio 1940 a Genova, si è laureato in Fisica all'Università degli Studi di Roma "La Sapienza" nel 1964 con una tesi sulla diffusione delle particelle ad alta energia, e nel 1973 divenne docente della stessa materia presso la stessa Sapienza di Roma, conducendo in ambito universitario ricerche nel campo della meccanica quantistica e della meccanica razionale.
Nel 1977 viene a contatto con il caso delle popolazioni di Montalto di Castro, dove sta per essere insediata una centrale nucleare. Da allora la passione e l'impegno civile a favore della tutela della salute e dell'ambiente diventeranno i cardini delle sue attività, che sfoceranno ben presto nell'impegno politico schierato sul versante ecologista.
Nel 1978 fondò il "Comitato per il Controllo delle Scelte Energetiche", insieme a Massimo Scalia e altri tra cui il giovane Ermete Realacci, Gianni Silvestrini (Comitato Siciliano), Stefano Gazziano e altri che sarebbero diventati protagonisti delle vicende politiche anti-nucleari e ambientaliste.
Ha iniziato il suo impegno anti-nucleare nel Movimento Internazionale di Riconciliazione di Roma, e nel 1981 è fondatore, con Scalia, della rivista «Quale energia?», di cui fu direttore per sei anni.

### Elezione a deputato

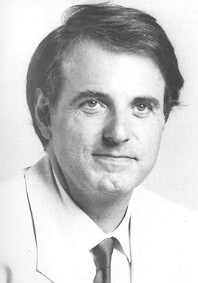
Mattioli rieletto alla Camera dei deputati nel 1992

Alle elezioni politiche del 1987 viene candidato alla Camera dei deputati, ed eletto per la Lista Verde nella circoscrizione Milano-Pavia, dove nella X legislatura fu componente della 5ª Commissione Bilancio, Tesoro e Programmazione; Negli stessi anni fu anche presidente dei Verdi dal 1988 al 1992 e uno dei membri del Comitato promotore del movimento politico "Verso Alleanza Democratica".
Rieletto deputato alla Camera dopo le elezioni politiche del 1992, divenne vicepresidente della 8ª Commissione Ambiente, territorio e lavori pubblici della Camera dei deputati.
Nel 1994 si avvicina ai Cristiano Sociali e ad Alleanza Democratica (AD) di Willer Bordon, con cui alle elezioni politiche di quell'anno viene ricandidato alla Camera dei deputati nel collegio uninominale di Rimini-Riccione, sostenuto dalla coalizione di centro-sinistra Alleanza dei Progressisti in quota AD, dove viene eletto con il 48,85% dei voti contro i candidati del Polo delle Libertà Marina Maggioli (24,77%), del Patto per l'Italia Pietro Pasini (14,84%) e di Alleanza Nazionale Giancarlo Barnabè (11,54%). Nel corso della XII legislatura è stato componente della 5ª Commissione Bilancio, tesoro e programmazione e vice-capogruppo in quota Verdi del gruppo parlamentare Progressisti-Federativo.

### Sottosegretario e Ministro
Alle politiche del 1996 si riavvicina alla Federazione dei Verdi, ricandidandosi nel collegio uninominale di Rimini-Riccione sostenuto dalla coalizione di centro-sinistra L'Ulivo in quota Verdi, dove viene riconfermato deputato alla Camera con il 56,72% dei voti contro i candidati del Polo per le Libertà Massimo Ricci (36,79%) e della Lega Nord Francesco Anemoni (6,49%).
Dopo la vittoria de L'Ulivo di Romano Prodi alle politiche del 1996, e con la nascita del suo primo governo, viene nominato dal Consiglio dei ministri sottosegretario di Stato al Ministero dei lavori pubblici, incarico che mantiene nei successivi governi D'Alema I e II fino al 26 aprile 2000; negli stessi anni entrò nel comitato esecutivo di Legambiente.
Nel 2000, durante la formazione del secondo governo guidato da Giuliano Amato divenne Ministro senza portafoglio per le politiche comunitarie dopo che Edoardo Ronchi, suo collega di partito, aveva rifiutato tale incarico.

### Fuori dal Parlamento
Nel 2009 aderisce all'Associazione Ecologisti di Loredana De Petris, nata da una scissione nella Federazione dei Verdi, che prende parte al processo di costituzione di Sinistra Ecologia Libertà (SEL), con cui il 20 dicembre entra nel coordinamento nazionale di SEL, di cui è responsabile delle politiche ambientali.

## Incarichi parlamentari

### X legislatura
- Presidente del Gruppo parlamentare Verde alla Camera dei deputati (dal 16 luglio 1987 al 5 dicembre 1989)
- Componente della 5ª Commissione Bilancio, tesoro e programmazione (dal 4 agosto 1987 al 22 aprile 1992)

### XI legislatura
- Presidente del Gruppo parlamentare Verdi alla Camera dei deputati (dal 23 luglio 1993 al 14 aprile 1994)
- Componente della 8ª Commissione Ambiente, territorio e lavori pubblici (dal 17 giugno 1992 al 26 ottobre 1993)
- Componente della 10ª Commissione Attività produttive, commercio e turismo (dal 26 ottobre 1993 al 14 aprile 1994)

### XII legislatura
- Vice-presidente del Gruppo parlamentare Progressisti-Federativo alla Camera dei deputati (dal 5 maggio 1994 all'8 maggio 1996)
- Componente della 5ª Commissione Bilancio, tesoro e programmazione (dal 25 maggio 1994 all'8 maggio 1996)

### XIII legislatura
- Componente della 5ª Commissione Bilancio, tesoro e programmazione (dal 4 giugno 1996 al 27 luglio 1998)
- Componente della 6ª Commissione Finanze (dal 28 luglio 1998 al 29 maggio 2001)